# Michal Pavlata (fotbalista)
Michal Pavlata (* 23. srpen 1993, Jablonec nad Nisou) je český fotbalový hráč týmu FK Přepeře.
S fotbalem začal v roce 1999 v FK Jablonec 97, kde hrál až do roku 2013. Vyhrál s ním Pohár České pošty (2013). Dvě sezóny (2013-2015) poté působil ve druhé nejvyšší soutěži v dresu FK Ústí nad Labem, poté sezónu v klubu Loko Vltavín, s nímž hrál třetí nejvyšší soutěž, a pak tři sezóny (2016-2018) oblékal dres FK Viktoria Žižkov, z toho jednu z nich ve druhé nejvyšší soutěži (2016/17). V ní má na svém kontě 68 zápasů a 6 gólů. V roce 2018 se jako jeden z mála profesionálních fotbalistů rozhodl upřednostnit civilní zaměstnání a z profi fotbalu odešel. Od té doby nastupuje v nižších soutěžích za Přepeře.